# Am Salzhaff
Am Salzhaff är en kommun i Landkreis Rostock i förbundslandet Mecklenburg-Vorpommern i Tyskland.
Kommunen bildades 13 juni 2004 genom en sammanslagning av de tidigare kommunerna Pepelow och Rakow.
Kommunen ingår i kommunalförbundet Amt Neubukow-Salzhaff tillsammans med kommunerna Alt Bukow, Bastorf, Biendorf, Carinerland och Rerik.